# Summer Time Rendering
Summer Time Rendering (jap. サマータイムレンダ Samā taimu renda) – shōnen-manga autorstwa Yasukiego Tanaki. Kolejne rozdziały ukazywały się w internetowym czasopiśmie „Shōnen Jump+” wydawnictwa Shūeisha w latach 2017–2021.
Na jej podstawie studio OLM wyprodukowało serial anime, który emitowany był od kwietnia do września 2022. W przygotowaniu znajdują się także adaptacja w formie live action oraz gry typu escape room.

## Fabuła
Od czasu śmierci rodziców Shinpei Ajiro wychowywał się wraz z siostrami Kofune, Ushio i Mio. Później jednak wyprowadza się on do Tokio i mieszka tam, aż do momentu, gdy dowiaduje się o utonięciu Ushio. Wraca do swojego rodzinnego miasta na wyspie Hitogashima w prefekturze Wakayama, aby wziąć udział w jej pogrzebie. Jednak Shinpei staje się podejrzliwy, kiedy dowiaduje się o śladach duszenia na szyi Ushio, co sugeruje, że została zamordowana. Teraz nawiedzany przez jej „ducha” i wspierany przez Mio, Shinpei próbuje znaleźć odpowiedź na to, co naprawdę stało się z Ushio i być może uratować mieszkańców przed mroczną tajemnicą, którą skrywa wyspa.

## Bohaterowie
- Shinpei Ajiro (jap. 網代 慎平 Ajiro Shinpei)

Seiyū: Natsuki Hanae 
- Ushio Kofune (jap. 小舟 潮 Kofune Ushio)

Seiyū: Anna Nagase 
- Mio Kofune (jap. 小舟 澪 Kofune Mio)

Seiyū: Saho Shirasu 
- Hizuru Minamikata (jap. 南方 ひづる Minamikata Hizuru) / Ryūnosuke Nagumo (jap. 南雲 竜之介 Nagumo Ryūnosuke)

Seiyū: Yōko Hikasa 
- Ginjirō Nezu (jap. 根津 銀次郎 Nezu Ginjirō)

Seiyū: Jin Urayama 
- Sō Hishigata (jap. 菱形 窓 Hishigata Sō)

Seiyū: Kensho Ono 
- Tokiko Hishigata (jap. 菱形 朱鷺子 Hishigata Tokiko)

Seiyū: Maki Kawase 
- Seidō Hishigata (jap. 菱形 青銅 Hishigata Seidō)

Seiyū: Akio Ōtsuka 
- Alan Kofune (jap. 小舟 アラン Kofune Aran)

Seiyū: Tesshō Genda 
- Tetsu Totsumura (jap. 凸村 哲 Totsumura Tetsu)

Seiyū: Yōji Ueda 
- Masahito Karikiri (jap. 雁切 真砂人 Karikiri Masahito)

Seiyū: Katsuyuki Konishi 
- Shiori Kobayakawa (jap. 小早川 栞 Kobayakawa Shiori)

Seiyū: Rie Kugimiya 
- Aka Hiruko / Haine (jap. 別名ヒルコ / ヘイネ Hiruko Aka)

Seiyū: Misaki Kuno 

## Manga
Autorem Summer Time Rendering jest Yasuki Tanaka. Kolejne rozdziały ukazywały się od 23 października 2017 roku w magazynie internetowym „Shōnen Jump+” wydawnictwa Shūeisha. Ostatni rozdział ukazał się w tym magazynie 1 lutego 2021. Seria ta została opublikowana przez Shūeishę także w języku angielskim za pośrednictwem aplikacji Manga Plus na terenie większości krajów świata, w tym Polski. Rozdziały zostały zebrane w 13 tankōbonach, wydanych między 2 lutego 2018 a 2 kwietnia 2021.
W Polsce mangę wydało Waneko.
| Nr | Język japoński      | Język japoński         | Język polski         | Język polski           |
| Nr | Data wydania        | ISBN                   | Data wydania         | ISBN                   |
| -- | ------------------- | ---------------------- | -------------------- | ---------------------- |
| 1  | 2 lutego 2018       | ISBN 978-4-08-881339-4 | 25 lutego 2022       | ISBN 978-83-8242-210-8 |
| 2  | 4 czerwca 2018      | ISBN 978-4-08-881554-1 | 26 kwietnia 2022     | ISBN 978-83-8242-211-5 |
| 3  | 4 września 2018     | ISBN 978-4-08-881606-7 | 25 czerwca 2022      | ISBN 978-83-8242-212-2 |
| 4  | 4 grudnia 2018      | ISBN 978-4-08-881654-8 | 25 sierpnia 2022     | ISBN 978-83-8242-213-9 |
| 5  | 4 lutego 2019       | ISBN 978-4-08-881753-8 | 25 października 2022 | ISBN 978-83-8242-214-6 |
| 6  | 2 maja 2019         | ISBN 978-4-08-881837-5 | 20 grudnia 2022      | ISBN 978-83-8242-215-3 |
| 7  | 2 sierpnia 2019     | ISBN 978-4-08-882024-8 | 24 lutego 2023       | ISBN 978-83-8242-216-0 |
| 8  | 4 października 2019 | ISBN 978-4-08-882126-9 | 24 kwietnia 2023     | ISBN 978-83-8242-217-7 |
| 9  | 4 stycznia 2020     | ISBN 978-4-08-882191-7 | 26 czerwca 2023      | ISBN 978-83-8242-218-4 |
| 10 | 13 maja 2020        | ISBN 978-4-08-882291-4 | 28 sierpnia 2023     | ISBN 978-83-8242-219-1 |
| 11 | 4 sierpnia 2020     | ISBN 978-4-08-882403-1 | 26 października 2023 | ISBN 978-83-8242-220-7 |
| 12 | 4 listopada 2020    | ISBN 978-4-08-882513-7 | 21 grudnia 2023      | ISBN 978-83-8242-221-4 |
| 13 | 2 kwietnia 2021     | ISBN 978-4-08-882612-7 | 27 lutego 2024       | ISBN 978-83-8242-222-1 |

## Anime
1 lutego 2021 roku, wraz z publikacją ostatniego rozdziału mangi zapowiedziano powstawanie adaptacji w formie serii anime. Później potwierdzono, że będzie to 25-odcinkowy serial telewizyjny. Za jego produkcję odpowiadało studio OLM. Reżyserem serii został Ayumu Watanabe, za scenariusze odpowiadał Hiroshi Seko, a za projekty postaci Miki Matsumoto. Muzykę skomponowali Keiichi Okabe, Ryuichi Takada oraz Keigo Hoashi. Serial był emitowany od 15 kwietnia do 30 września 2022 w stacjach Tokyo MX, BS11 i Kansai TV. 

### Ścieżka dźwiękowa
| Nr             | Tytuł | Wykonawcy        | Źródło   |
| Czołówka       | Czołówka | Czołówka         | Czołówka |
| -------------- | --- | ---------------- | -------- |
| 1              | „Hoshi ga oyogu” (jap. 星が泳ぐ)                                                                                  | Macaroni Enpitsu | [ 44 ]   |
| 2              | „Natsuyume Noisy” (jap. 夏夢ノイジー)                                                                             | Asaka            | [ 45 ]   |
| Napisy końcowe | |                  |          |
| 1              | „Kaika” (jap. 回夏)                                                                                               | cadode           | [ 7 ]    |
| 2              | „Shitsuren Song takusan kiite naite bakari no watashi wa mō” (jap. 失恋ソング沢山聴いて 泣いてばかりの私はもう。) | Riria            | [ 46 ]   |

### Lista odcinków
| №  | Tytuł                                                                                   | Reżyseria         | Scenariusz   | Scenorys          | Premiera         |
| -- | --------------------------------------------------------------------------------------- | ----------------- | ------------ | ----------------- | ---------------- |
| 1  | Żegnaj, lato Sayonara natsu no hi (さよなら夏の日)                                      | Shinji Matsuda    | Hiroshi Seko | Ayumu Watanabe    | 15 kwietnia 2022 |
| 2  | Cienie Kage (影)                                                                        | Jun’ichi Yamamoto | Hiroshi Seko | Jun’ichi Yamamoto | 22 kwietnia 2022 |
| 3  | Dryfując do brzegu Hyōchaku (漂着)                                                      | Nobu Ishida       | Hiroshi Seko | Keita Nagahara    | 29 kwietnia 2022 |
| 4  | Nigdy nie widziane Jame vu (未視感)                                                     | Ryūta Yamamoto    | Hiroshi Seko | Ryōta Aikei       | 6 maja 2022      |
| 5  | Wir Uzu (渦)                                                                            | Shinji Matsuda    | Hiroshi Seko | Ayumu Watanabe    | 13 maja 2022     |
| 6  | Rezonans orbitalny Kidō kyōmei (軌道共鳴)                                               | Yoshitsugu Kimura | Hiroshi Seko | Shingo Kaneko     | 20 maja 2022     |
| 7  | Śmiertelny wróg Kyūteki (仇敵)                                                          | Yū Harima         | Hiroshi Seko | Miyuki Sugawara   | 27 maja 2022     |
| 8  | Pamiątka Memento (メメント)                                                             | Yūri Hagiwara     | Hiroshi Seko | Akinori Fudesaka  | 3 czerwca 2022   |
| 9  | Płyną mi łzy Nagareyo waga namida (流れよ我が涙)                                        | Hotline           | Hiroshi Seko | Keisuke Inoue     | 10 czerwca 2022  |
| 10 | Pogrążając się w ciemności Yami no naka e (闇の中へ)                                    | Jun’ichi Yamamoto | Hiroshi Seko | Jun’ichi Yamamoto | 17 czerwca 2022  |
| 11 | Czas na obiad Shokuji no jikan (食餌の時間)                                             | Nobu Ishida       | Hiroshi Seko | Hiroaki Shimura   | 24 czerwca 2022  |
| 12 | Krwawa noc Chi no yoru (血の夜)                                                         | Jun Shinohara     | Hiroshi Seko | Masashi Kojima    | 1 lipca 2022     |
| 13 | Przyjaciele Tomodachi (トモダチ)                                                        | Hayato Sakai      | Hiroshi Seko | Hayato Sakai      | 8 lipca 2022     |
| 14 | Być/Nie być to be/not to be                                                             | Makaria           | Hiroshi Seko | Yasunori Watanabe | 15 lipca 2022    |
| 15 | Światła, kamera, akcja Raitsu kamera akushon (ライツ カメラ アクション)                 | Tetsuo Yajima     | Hiroshi Seko | Tetsuo Yajima     | 22 lipca 2022    |
| 16 | Oryginał Orijinaru (オリジナル)                                                         | Yoshitsugu Kimura | Hiroshi Seko | Kenji Maeba       | 29 lipca 2022    |
| 17 | Determinacja Ketsudan (決断)                                                            | Noriko Tajiri     | Hiroshi Seko | Ryūshi Tokunaga   | 5 sierpnia 2022  |
| 18 | Twarzą w twarz Taimen (対面)                                                            | Jun’ichi Yamamoto | Hiroshi Seko | Jun’ichi Yamamoto | 12 sierpnia 2022 |
| 19 | Wszystko w czerni Meido in burakku (メイドインブラック)                                 | Nobu Ishida       | Hiroshi Seko | Akinori Fudesaka  | 19 sierpnia 2022 |
| 20 | (Nie) Wszystko stracone All is (not) lost.                                              | Yū Harima         | Hiroshi Seko | Miyuki Sugawara   | 26 sierpnia 2022 |
| 21 | Najdłuższy dzień Shinpei Ajiro Ajiro Shinpei no ichiban nagai hi (網代慎平の一番長い日) | Katsuya Ōshima    | Hiroshi Seko | Katsuya Ōshima    | 2 września 2022  |
| 22 | Powrót Hōmukamingu (帰還)                                                               | Hotline           | Hiroshi Seko | Yasunori Watanabe | 9 września 2022  |
| 23 | Niekończąca się noc Tokoyo (常世)                                                       | Hanako Ueda       | Hiroshi Seko | Hanako Ueda       | 16 września 2022 |
| 24 | Ponowna tajemnica wyspy Summertime re-rendering                                         | Haru Shinomiya    | Hiroshi Seko | Tetsuo Yajima     | 23 września 2022 |
| 25 | [Jestem w domu] Tadaima (ただいま)                                                      | Toshihiro Maeya   | Hiroshi Seko | Ayumu Watanabe    | 30 września 2022 |

## Live action
1 lutego 2021 roku, wraz z publikacją ostatniego rozdziału mangi zapowiedziano powstawanie filmu live action.

## Powiązane
Z serią związana jest także gra typu escape room, co ogłoszono 1 lutego 2021 roku.